# Max Romih
Max Romih (kroatisch Maksim Romić; * 22. Mai 1893 in Pinguente, heute Buzet in Kroatien; † 24. April 1979 als Massimiliano Romi) war ein italienischer Schachspieler kroatischer Herkunft.
Romih änderte entweder zwischen dem Erhalt der italienischen Staatsbürgerschaft 1918 und 1927, oder nach dem Schachturnier zu San Remo 1930, seinen Namen in Massimiliano Romi. Die Quellen schreiben dies einerseits den Problemen der Italiener mit der Aussprache des Namens Romih zu, andererseits dem aufkeimenden Faschismus in Italien und der damit verbundenen Ächtung fremder Namen.
Romih oder Romi nahm 1924 und 1936 an zwei inoffiziellen und 1927, 1931 und 1935 an drei offiziellen Schacholympiaden teil, wobei er insgesamt 31,5 Punkte aus 83 Partien erzielte. Bei Teilnahmen an der italienischen Schachmeisterschaft zwischen 1921 und 1970 erzielte er dreimal den zweiten und zweimal den dritten Platz.
Weitere schachliche Erfolge waren der Sieg in einem Rundenturnier mit sechs Teilnehmern in Scarborough 1925, der dritte Platz in Hyéren 1926, und der zweite Platz in einem Rundenturnier mit zwölf Teilnehmern in Reggio Emilia 1947.
Romih verlor beim Schachturnier zu San Remo 1930 eine vielfach fragmentarisch nachgedruckte Partie gegen Géza Maróczy, nachdem er selbst einen Gewinnzug ausgelassen hatte.